# 王孝傑
王孝傑（7世纪？—697年2月8日），京兆新丰人，唐朝和武周的名将，参加对吐蕃、后突厥、契丹的战争。在武则天时代一度为相，在讨伐契丹可汗孙万荣的战斗中阵亡。

## 生平
王孝杰早年事迹不详，家住京師長安附近（雍州，後來的京兆府）的新丰縣。年輕時以軍功晉級。唐高宗儀鳳二年（677年）他隨負責西征吐蕃的宰相李敬玄的副手工部尚书劉審禮在大非川被吐蕃大將論欽陵打敗，二人都做了俘虜，不久劉審禮傷重去世。吐蕃贊普赤都松贊看見王孝杰，說王孝杰长得像他死去的父親，於是痛哭，所以他把王孝杰放回了唐朝，为右鹰扬卫将军。
长寿元年（692年），西州（今新疆吐魯番）都督唐休璟請求武周女皇武則天，收復自670年以後，兩次陷於吐蕃的安西四镇龟兹、于阗、疏勒、碎叶。因为王孝杰曾经长期住在吐蕃，知道吐蕃的内情，于是武则天以王孝杰为武威道总管，与阿史那忠節征讨吐蕃。当年冬天，王孝杰击败吐蕃，收复安西四镇。
694年，王孝杰在青海湖附近，打败吐蕃大将勃論贊刃和吐蕃拥立的西突厥十姓可汗阿史那俀子。因此王孝杰官拜夏官尚書、同鳳閣鸞臺三品，封清源县男。之後他在武则天情夫薛怀义的率领下，为瀚海道行军总管，攻打后突厥，但是未遇突厥军，无功而返。695年，为朔方道行军总管再击突厥。次年，吐蕃入侵临洮，他作为肃边道行军大总管，以娄师德为副手，出击吐蕃，交战于素罗汗山（今洮州附近），败于論欽陵、論贊婆兄弟。娄师德贬为原州员外司马，王孝杰免为庶人。
万岁通天元年（696年）五月，契丹李尽忠反叛，李尽忠死后，他的妻兄孙万荣继续领导叛军。697年，契丹军队深入河北，武则天以王孝杰以白衣（庶人身份）起复为清边道行军总管，蘇宏暉为副，率军17万讨伐契丹。697年三月十二，王孝杰、蘇宏暉进入東硤石谷（今河北唐山附近）遭遇契丹军。因为峡谷狭窄，王孝杰率领先锋精兵与契丹力战，追击到悬崖边。契丹大军围击，率领后军的蘇宏暉逃走。王孝杰以少敌多，全军覆没，王孝杰跳崖而死。王孝杰的管记张说逃回洛阳报告：“孝杰忠勇敢死，乃诚奉国，深入寇境，以少御众，但为后援不至，所以致败。孝杰乃心国家，敢深入，以少当众，虽败，功可录也。”武则天遣使斩苏宏晖以示惩处。使者未至幽州，苏宏晖已经立功赎罪，最终免于诛杀。于是追赠王孝杰为夏官尚书，封耿国公。拜其子王無擇为朝散大夫，后来成为唐玄宗时期的左骁卫将军，以恩例赠王孝杰特进。

## 延伸阅读
[在维基数据编辑]
 《舊唐書/卷93》，出自刘昫《舊唐書》
 《新唐書·卷111》，出自《新唐書》